# سم لانگ
سم لانگ (انگلیسی: Sam Long؛ زادهٔ ۱۶ ژانویهٔ ۱۹۹۵) بازیکن فوتبال اهل بریتانیا است.
از باشگاه‌هایی که در آن بازی کرده‌است می‌توان به باشگاه فوتبال آکسفورد یونایتد و باشگاه فوتبال کیدرمینستر هاریرس اشاره کرد.